# Franciszek Koss

Herb Kos

Franciszek Koss (ur. 7 marca 1792 w Warszawie, zm. 30 lipca 1841 tamże) – pułkownik wojsk Królestwa Polskiego, żołnierz powstania listopadowego, urzędnik Królestwa Polskiego.

## Życiorys
Urodził się dnia 7 marca 1792 w Warszawie jako syn Józefa herbu Kos i jego żony Bogumiły z d. Czarneckiej. W 1809 wstąpił do Szkoły Aplikacyjnej Artylerii i Inżynierów oraz brał udział w kampanii 1809 w korpusie generała Sokolnickiego. Brał udział w obronie i umacnianiu Sandomierza.
W 1810 dostał awans na stopień porucznika i w czerwcu przydział do wojsk inżynieryjnych i został skierowany do budowy Twierdzy Modlin. Przed kampanią napoleońską w 1812 w Batalionie Saperów prowadził rozpoznanie w rejonie Niemna aż do Moskwy w ramach przygotowania map. Walczył w bitwach pod Smoleńskiem, Możajskiem i nad Berezyną. Był osobą, która przygotowała wysadzenie murów Kremla, był w stopniu kapitana.
W 1813 był przydzielony do garnizonu gdańskiego, trafił do niewoli rosyjskiej. W następnym roku powrócił z niewoli i dostał przydział do Kwatermistrzostwa Generalnego.
W latach 1816–1818 brał udział w pracach przy demarkacji granicy z Austrią. Za te prace dostał odznaczenia austriackie i pruskie. W 1818 Senat Wolnego Miasta Krakowa zamówił u niego budowę ozdobnego katafalku na trumnę Tadeusza Kościuszki. W 1819 został członkiem korespondentem Towarzystwa Naukowego Krakowskiego i Towarzystwa Przyjaciół Muzyki. W 1818 awansowany był do stopnia podpułkownika i zaliczony do gwardii.
W 1824 dostaje przydział do Korpusu Kadetów w Kaliszu na stanowisko dyrektora tej placówki. W 1829 awansowany do stopnia pułkownika.
Brał udział w Powstaniu Listopadowym, w początkowym okresie jako komendant Pragi a następnie uczestniczył w bitwie pod Wawrem. Był szefem sztabu w korpusie wojsk generała Giełguda podczas wyprawy na Litwę i brał udział w bitwie pod Rajgrodem. Został internowany po przejściu korpusu do Prus.
W 1832 powrócił do Warszawy i pracował jako urzędnik w Komisji Rządowej Spraw Wewnętrznych, Duchownych i Oświecenia Publicznego w Zarządzie Komunikacji Lądowej i Wodnej. W latach 1839–1840 był członkiem Rady Ogólnej Budownictwa.
Zmarł dnia 30 lipca 1841 w Warszawie i pochowany został na cmentarzu Powązkowskim w Warszawie (kwatera 175-1-7).

## Odznaczenia i nagrody
- Złoty Krzyż Orderu Virtuti Militari za kampanię 1812,
- Krzyż Kawalerski Legii Honorowej - 1813,
- Order Leopolda za pracę przy demarkacji granicy w 1818,
- Order Orła Czerwonego za pracę przy demarkacji granicy w 1818,
- Honorowy Obywatel Krakowa - 1819,
- Order Świętej Anny 2 kl. z brylantami - 1827,
- Order Świętego Włodzimierza 3  kl. - 1827.